# Gómez de Toledo Solís
Gómez de Toledo Solís (falecido em 1521) foi um prelado católico romano que serviu como bispo de Plasencia de 1508 a 1521.
No dia 22 de dezembro de 1508, Gómez de Toledo Solís foi nomeado durante o papado de Júlio II como Bispo de Plasencia,  onde serviu como bispo até à sua morte em 1521.